# Ruta 26 (Bolivia)
La Ruta Nacional 26 es una carretera boliviana perteneciente a la Red Vial Fundamental. La Ruta 22 ha sido declarada parte de la red vial nacional boliviana Red Vial Fundamental con la Ley 2818 del 27 de agosto de 2004.

## Historia
La vía tiene una longitud de 332 kilómetros y discurre por los Andes bolivianos en la parte nororiental del departamento de La Paz.
La Ruta 26 corre de sureste a noroeste, se inicia en las Yungas bolivianas en la vertiente oriental de la Cordillera Real en la localidad de Caranavi. Desde aquí corre en dirección noroeste a través de las localidades de Guanay y Mapiri y termina en la localidad de Apolo por la Ruta 16, que se proyecta continuar por la frontera con Perú viniendo desde el lago Titicaca hasta el noroeste del país.
La Ruta 26 no está pavimentada, es de ripio y terracería en todo su recorrido.

## Ciudades

### Departamento de La Paz
- km 000: Caranavi
- km 009: Santa Fe
- km 019: Alcoche
- km 066: Challana Pampa
- km 070: Guanay
- km 168: Mapiri
- km 299: Atén
- km 332: Apolo